# Superkombat
Superkombat (SK), Eigenschreibweise SUPERKOMBAT, ist eine rumänische Kickbox-Organisation. Sie ist neben K-1 und Glory einer der größten Kickbox-Veranstalter in Europa.

## Geschichte
Das Unternehmen hat seinen Hauptsitz in Bukarest und wurde im Januar 2011 von Eduard Irimia gegründet. Bereits am 18. Mai 2011 fand in Ramnicu Valcea die erste Großveranstaltung unter dem Titel World Grand Prix statt. Seit 2013 veranstaltet SK zwei weitere Serien von Großveranstaltungen, das „World Tryout“ und „New Heroes“. SK kombiniert Techniken aus dem Boxen, Karate, Muay Thai, Judo, Taekwondo, Kickboxen, Savate und vielen anderen Kampfsportarten. Wie K-1 sind die Kämpfer nicht an die Promotion gebunden, sondern Superkombat bietet regionalen und lokalen Talenten Platz beim jeweiligen Groß-Event vor Ort. Der Veranstalter kollaboriert unter anderem mit K-1 und der World Association of Kickboxing Organizations (WAKO). Die Kollaboration mit K-1 endete im April 2013.
2011 gelang der Abschluss eines Fernsehvertrages mit Eurosport. Der Vertrag wurde 2014 erneuert. 2013 gelang der Abschluss eines Fernsehvertrages mit Fight Now TV in Nordamerika. Die Internet-Übertragungsrechte sicherte sich 2013 die Website Epicentre.tv.

## Kampfsportler (Auswahl)
- Benjamin Adegbuyi
- Raul Cătinaș
- Sebastian Ciobanu
- Alexandru Lungu
- Cătălin Moroșanu
- Andrei Stoica
- Bogdan Stoica
- Ben Edwards
- Paul Slowinski
- Saša Jovanović
- Zabit Səmədov
- Alexey Ignashov
- Dževad Poturak
- Thiago Michel
- Alex Pereira
- Anderson Silva
- Mladen Brestovac
- Errol Zimmerman
- Tomáš Hron
- Ondřej Hutník
- Roman Kleibl
- Freddy Kemayo
- Brice Guidon
- Frank Muñoz
- Jorge Loren
- Daniel Sam
- Stefan Leko
- Nikolaj Falin
- James Phillips
- Roberto Cocco
- Faldir Chahbari
- Albert Kraus
- Rico Verhoeven
- Hesdy Gerges
- Ismael Londt
- Redouan Cairo
- Jairzinho Rozenstruik
- Yoann Kongolo
- Pavel Zhuravlev
- Sergei Lascenko
- Mike Zambidis
- Bob Sapp
- Carter Williams
- Mighty Mo